# جان موریس (ورزشکار)
جان موریس (انگلیسی: John Morris؛ زادهٔ ۱۶ دسامبر ۱۹۷۸) ورزشکار کرلینگ اهل کانادا است.